# Acasă Magazin
Acasă Magazin a fost o revistă din România, dedicată, în exclusivitate, serialelor și telenovelelor, deținută de grupul de presă Publimedia.
A fost relansată în ianuarie 2005, având o apariție bilunară, și a fost închisă în ianuarie 2008.